# Cyclocross

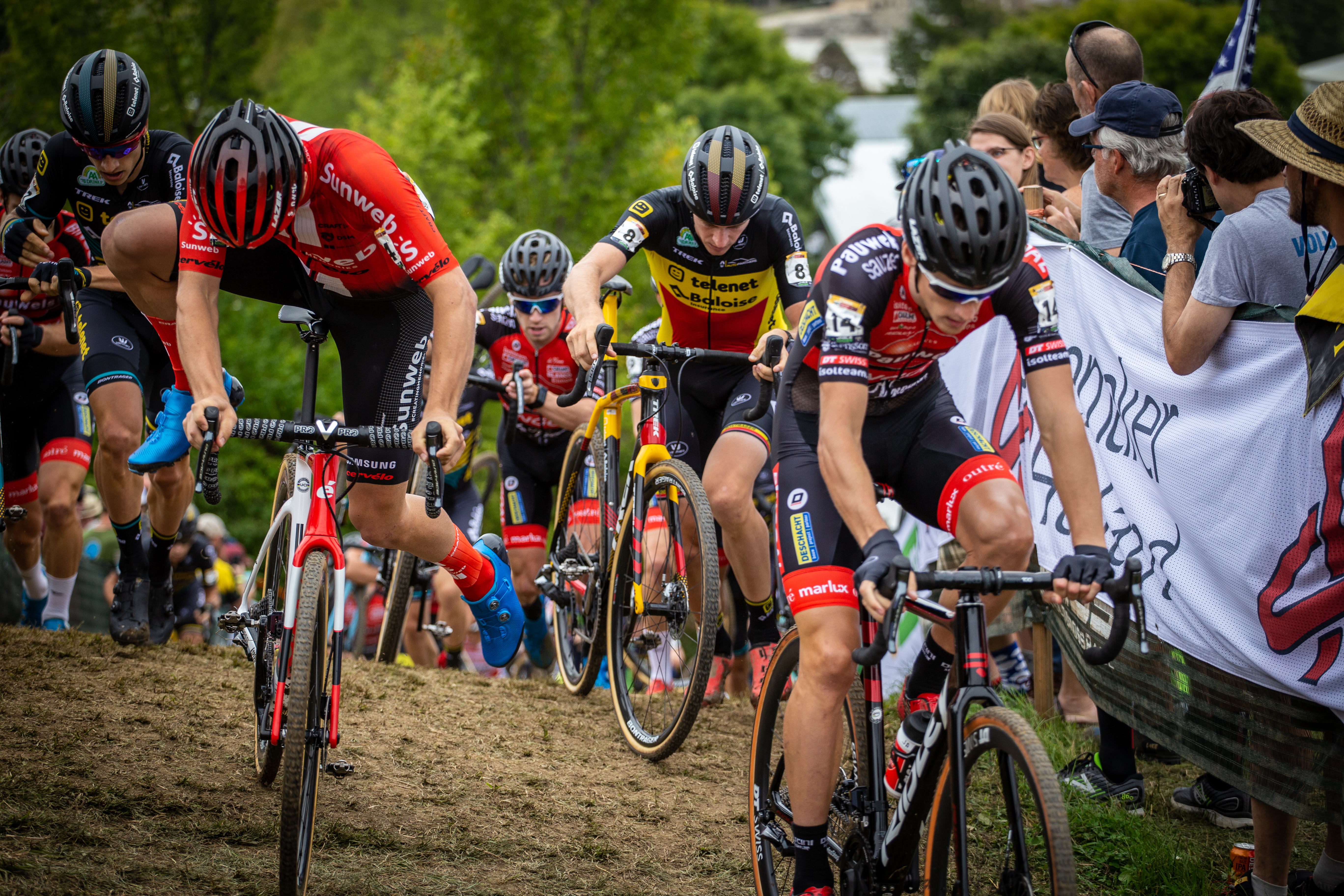
Fahrer steigen nach einer Schiebepassage beim Weltcup 2019/20 wieder auf ihre Räder.

Cyclocross (CX, in Deutschland traditionell Querfeldeinrennen bzw. Radcross oder in der Schweiz Radquer) ist eine Disziplin des Radsports.
Die Sportart wird fast ausschließlich im Herbst und Winter auf Rundkursen mit meist unbefestigten Wegen ausgetragen. Im Unterschied zu dem seit den 1980er Jahren immer beliebter werdenden Mountainbikesport wird beim Querfeldein auf in ihren Abmessungen modifizierten Cyclocross-Rädern, also Rennrädern mit klassischem gebogenen Rennlenker und ohne Federung gefahren. Die Reifen haben unterschiedliche Profilierung und Breite, sind aber durchgängig stärker profiliert und breiter als herkömmliche Rennradreifen.
Der Sport wird nach den Regeln des Weltradsportverbands UCI ausgetragen.

## Geschichte
Die Sparte Querfeldein hatte ihren Ursprung an der französischen Côte d’Azur kurz nach der Jahrhundertwende 1899/1900, als die Straßenfahrer vor Beginn der Saison ihre Form in dieser Gegend aufbauten. Sie spulten dabei nicht nur viele Kilometer ab, sondern begannen, zwecks Förderung der Kondition, über Stock und Stein zu fahren, mieden keineswegs steile Anstiege und Abhänge und schulterten öfter auch einmal ihre Räder. Eines Tages steckten sie eine Strecke im Gelände und auf Feld- und Waldwegen aus und inszenierten ein Rennen. Das erste dokumentierte Rennen fand am 10. Januar 1903 statt und wurde von Géo Lefèvre, dem Mitarbeiter von Tour-de-France-Gründer Henri Desgranges, organisiert. Verbürgt ist jedenfalls, dass das „Critérium international“ an jedem ersten März-Sonntag der Jahre 1924 bis etwa 1948 als ein internationaler Querfeldein-Titelkampf galt. Die erste nationale Meisterschaft in der Schweiz gab es bereits 1912. In Frankreich wurden Querfeldeinrennen mit Wettkampfcharakter ab 1909 gefahren, erster Sieger eines solchen spezialisierten Rennens war Eugène Christophe, der auch mehrere französische Meisterschaften in dieser Disziplin gewann.

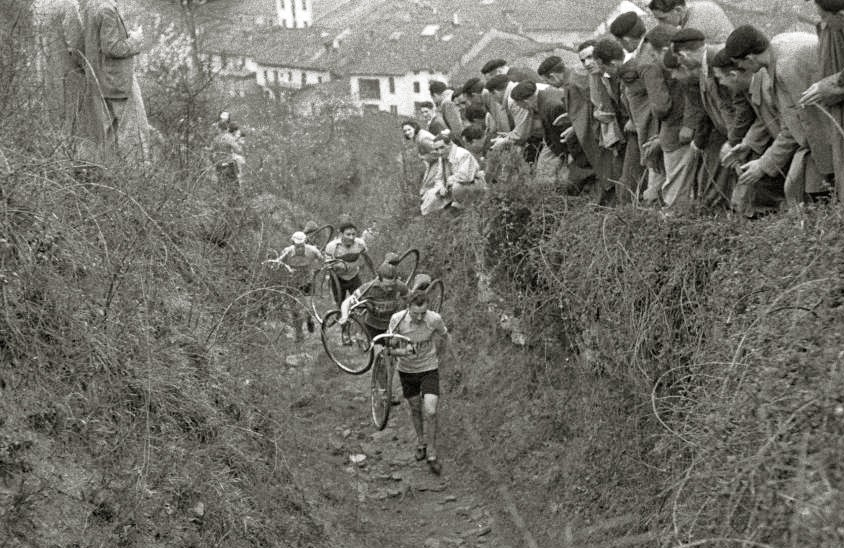
Querfeldeinrennen in Spanien, 1947

Vorläufer der Weltmeisterschaften war das Critérium international de cyclo-cross, das von 1924 bis 1949 stattfand.
Die ersten Querfeldein-Weltmeisterschaften fanden 1950 in Paris statt. Seitdem konnten einige bekannte deutsche Straßenradrennfahrer wie Klaus-Peter Thaler oder Rolf Wolfshohl den Weltmeistertitel erringen. Zwischen 1976 und 1979 wurde der Schweizer Albert Zweifel viermal hintereinander Weltmeister. Heute fahren einige Mountainbikefahrer auch Cyclocross, teilweise steigen die Fahrer in der Wintersaison auf Querfeldeinrennen um. Ein diesbezügliches Beispiel aus den 1990er Jahren ist der Deutsche Mike Kluge, der sowohl dreimal Querfeldeinweltmeister als auch MTB-Weltcupsieger wurde.
Derzeit (Stand 2020) wird der internationale Querfeldeinsport im Männerbereich fast vollständig von Belgien und den Niederlanden dominiert. Im Frauenbereich konnte Hanka Kupfernagel als erste Deutsche sowie als erste Frau überhaupt im Jahre 2000 den WM-Titel gewinnen. Sie wiederholte ihren Erfolg 2001, 2005 sowie 2008.
Neben der Weltmeisterschaft gibt es seit 2003 auch separate Europameisterschaften und seit 2014 Panamerika-Meisterschaften. Die wichtigsten Rennserien im Laufe der Saison sind neben dem UCI-Cyclocross-Weltcup die Superprestige-Serie sowie die unter wechselnden Namen stattfindende Trofee Veldrijden (zur Zeit X²O Badkamers Trofee). Weitere Rennserien im internationalen Kalender gibt es in Ländern wie Frankreich, Spanien, Großbritannien, Tschechien (HSF System Cup), der Schweiz (Swiss Cyclocross Cup) oder den Vereinigten Staaten.

## Strecke

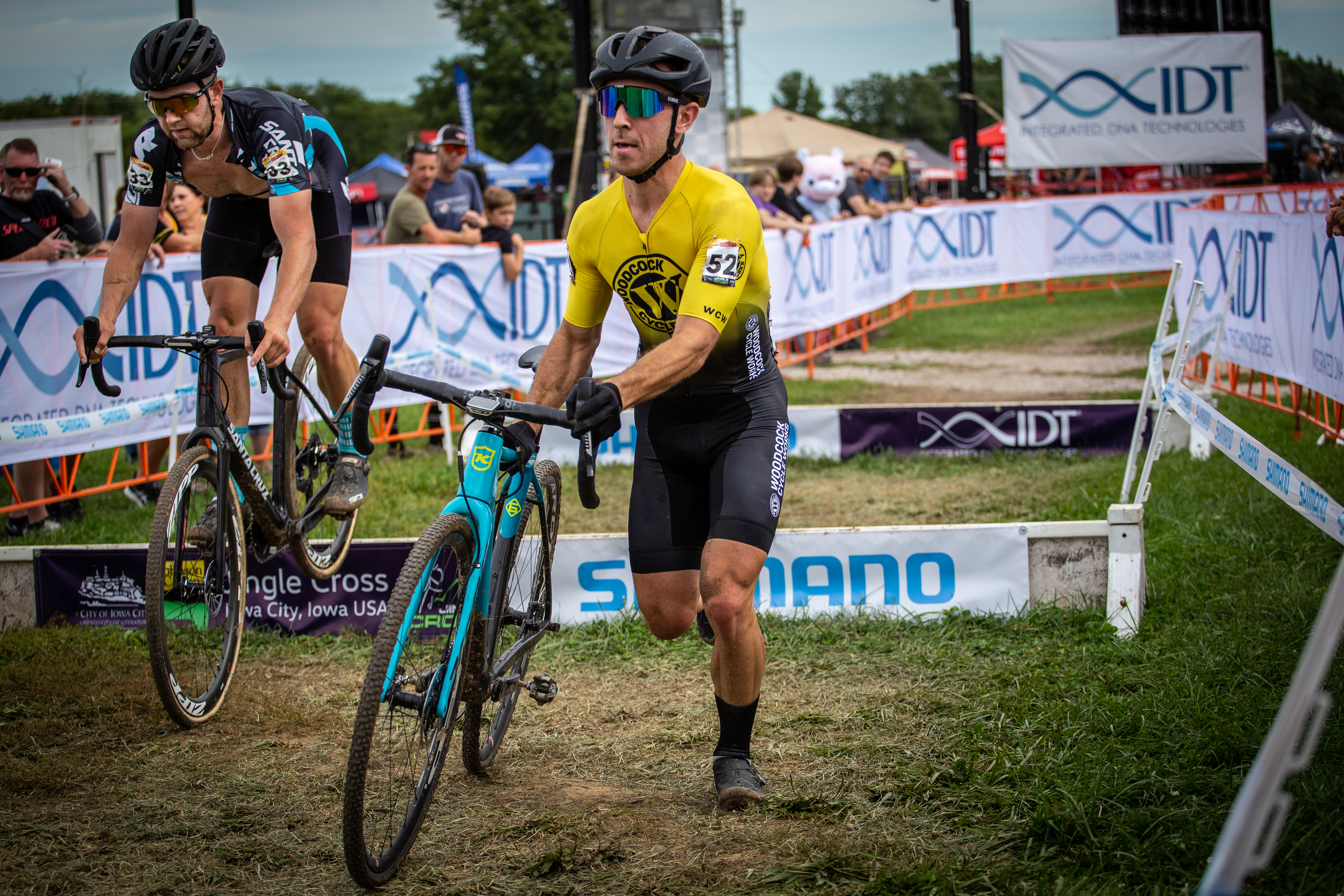
Hindernisse dürfen fahrend, schiebend oder tragend überwunden werden.

Querfeldeinfahren findet normalerweise auf einem relativ kurzen, zwischen ein und drei Kilometer langen Rundkurs von Feld- und Waldwegen statt. Eine im Radsport sonst völlig unübliche Besonderheit des Querfeldeinkurses sind kurze, enorm steile Passagen, die die Fahrer zum Absteigen und Tragen des Rades über das Hindernis zwingen. Tatsächlich wird der mit geschultertem Rad einen schlammigen Anstieg hinauflaufende Rennfahrer als das klassische Bild des Querfeldeinrennens angesehen.
Die Dauer des Rennens ist abhängig von den Fahrerkategorien und beträgt im Bereich des Bund Deutscher Radfahrer im Einklang mit den Regeln der Union Cycliste Internationale zwischen 20 und 60 Minuten. Die Anzahl der zu fahrenden Runden wird auf der Grundlage der Fahrzeit des führenden Fahrers ermittelt, nachdem dieser zwei komplette Runden zurückgelegt hat. Mit Beginn der dritten Runde wird die Anzahl der verbleibenden noch zu fahrenden Runden auf einer Tafel in Höhe der Ziellinie angezeigt. Die letzte Runde wird mit einer Glocke angekündigt.
| Kategorie | männlich | weiblich  |
| --------- | -------- | --------- |
| Elite     | 60 min   | 45–50 min |
| U 23      | 50 min   | 45 min    |
| Masters   | 40 min   | 30 min    |
| U 19      | 40 min   | 40 min    |
| U 17      | 30 min   | 30 min    |
| U 15      | 20 min   | 20 min    |